# Wellington Brito da Silva
Tom, właśc. Wellington Brito da Silva (ur. 23 lipca 1985 w Aruja) – brazylijski piłkarz występujący na pozycji pomocnika.

## Kariera klubowa
| Sezon   | Klub          | Kraj     | Rozgrywki                      | Mecze | Bramki |
| ------- | ------------- | -------- | ------------------------------ | ----- | ------ |
| 2006/07 | Liteks Łowecz | Bułgaria | A Profesionałna futbołna grupa | 12    | 2      |
| 2007/08 | Liteks Łowecz | Bułgaria | A Profesionałna futbołna grupa | 28    | 5      |
| 2008/09 | Liteks Łowecz | Bułgaria | A Profesionałna futbołna grupa | 25    | 4      |
| 2009/10 | Liteks Łowecz | Bułgaria | A Profesionałna futbołna grupa | 18    | 3      |
| 2010/11 | Liteks Łowecz | Bułgaria | A Profesionałna futbołna grupa | 18    | 1      |
| 2011/12 | Liteks Łowecz | Bułgaria | A Profesionałna futbołna grupa | 12    | 0      |
| 2011/12 | İstanbul BB   | Turcja   | Süper Lig                      | 9     | 0      |
| 2012/13 | İstanbul BB   | Turcja   | Süper Lig                      |       |        |